# Курбангалієв Мухаммед-Габдулхай
Мухаммед-Габдулхай Курбангалієв (Курбангалі, Курбангалеєв, Курмангалієв; башк. Мөхәммәт-Ғәбделхәй Ҡорбанғәлиев, 1889–1972) — башкирський громадський та релігійний діяч. Учасник визвольних змагань Башкурдистану, разом з білими військами відійшов до Китаю, став одним з лідерів башкирської діаспори. Емігрував до Японії, став її першим муфтієм. У 1945 затриманий радянською окупаційною владою у Маньчжурії, засуджений до 10 років позбавлення волі. Після звільнення — імам центральної мечеті у Челябінську.

## Походження та ранні роки

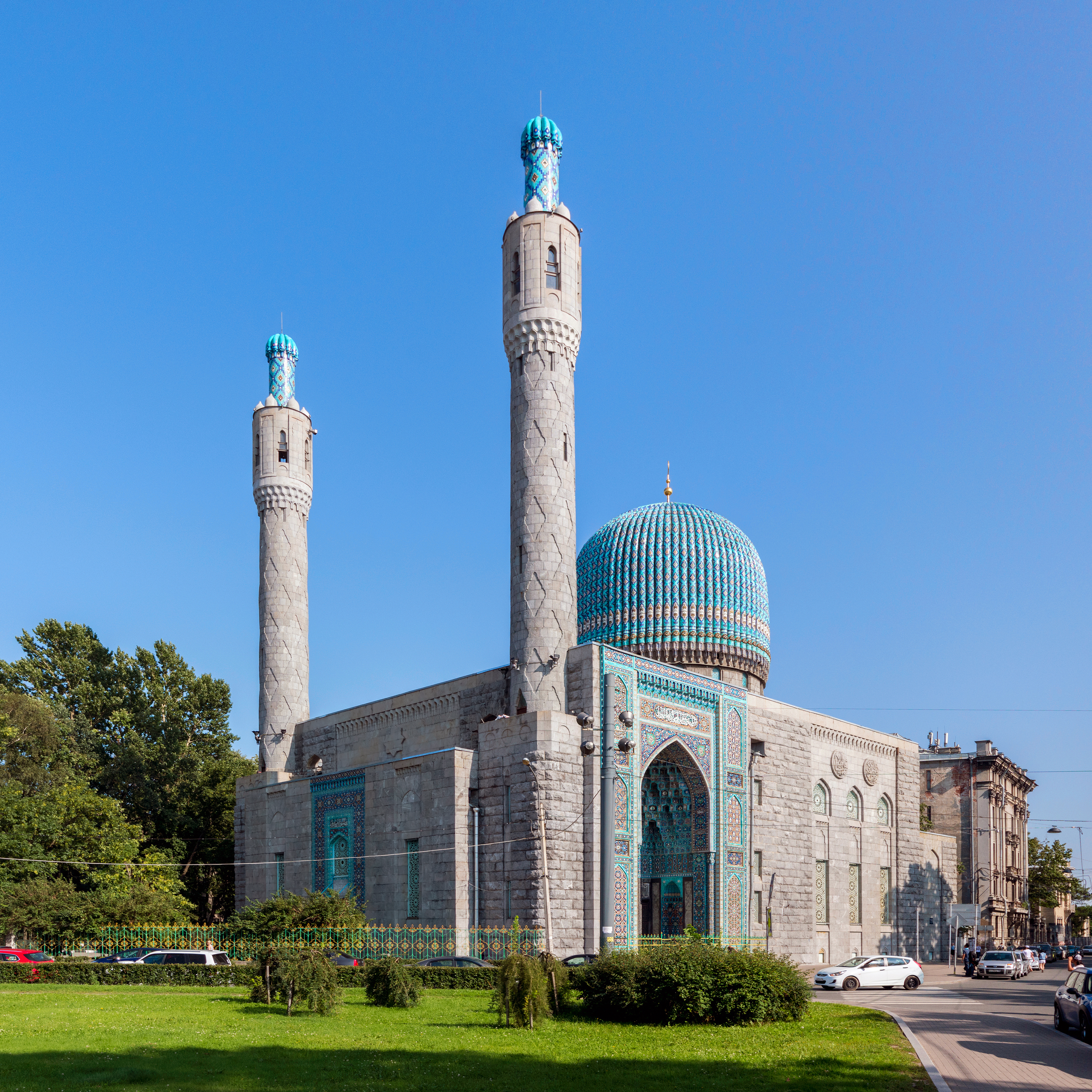
Соборна мечеть у Санкт-Петербурзі

Мухаммед-Габдулхай Курбангалієв народився у 1889 році у селі Медіак Оренбурзької губернії (зараз — Аргаяський район Челябінської області) у сім'ї, що належала до знаменитого роду спадкових мулл.
Його батьком був імам Габідулла Курбангалієв, відомий серед башкир релігійний діяч та суфійський ішан. У 1910-х роках Габідулла зазнав переслідувань від релігійної влади за надмірне просування суфізму та від світських — за антиросійські висловлювання під час Балканських воєн, у яких Росія підтримувала супротивників мусульманської Османської імперії.
Син Габідулли Мухаммед-Габдулхай Курбангалієв навчався у Медіакському медресе, де використовувався традиційний метод викладання, та медресе Расулія у м. Троїцьк, яке належало до джадидизму, модерністської течії у ісламі.
Став імамом рідного села Медіак, викладав у місцевому медресе.
Планувалося його призначення муллою Санкт-Петербурзької мечеті за протекції оренбурзького муфтія Мухаммат-Сафи Баязітова, яке не відбулося через Лютневу революцію.

## Башкирські визвольні змагання

Аргаяський кантон — у верхньому правому куті карти Башкурдистану. Зараз не входить до складу Башкортостану.

Був учасником загальноросійських мусульманських та загальнобашкирських з'їздів. За дорученням Другого загальнобашкирського з'їзду (25-29 серпня 1917) організовує місцеву владу у Аргаяському кантоні Башкурдистану (згодом — Аргаяський національний округ).
У першій половині 1918 року займався торговельними справами у Москві, разом із делегацією башкирського уряду зустрічався з Йосипом Сталіним, який тоді обіймав посаду наркома у справах національностей.
Після Повстання Чехословацького корпусу влітку 1918 року, яке дало можливість сформуватися небільшовицьким урядам та збройним силам у Сибіру та на Уралі, виїхав до Челябінська, брав участь у перетворенні загонів башкирської самооборони на Башкирське військо.
На відміну від більшої частини башкирського національного руху, очолюваної Ахмет-Закі Валіді, Курбангалієви були прихильниками не національно-територіальної, а національно-культурної автономії. Вони зіграли провідну роль у тому, що східні (зауральські) башкири Аграяського та Яланського кантонів восени 1918 року стали підпорядковуватися не уряду Башкурдистану, а Сибірській республіці.
Після поразки білих на Уралі та узурпації влади шовіністично налаштованим оточенням Колчака башкирське правління у березні 1919 року уклало угоду про перехід на бік більшовиків на умовах автономії Башкортостану, однак Курбангалієви, будучи лідерами консервативного крила у башкирському національному русі, не прийняли цього.

## Відступ із силами Колчака та Семенова

Великий сибірський льодовий похід

Мухаммед-Габдулхай Курбагалієв планував проведення нового загальнобашкирського з'їзду у Челябінську, однак втрата цього міста білими завадила цим планам.
Разом з башкирською ротою Східного фронту Російської армії, яку очолював його брат Арун, Мухаммед-Габдулхай Курбангалієв брав участь у Великому сибірському льодовому поході — відступі білих з Західного Сибіру до Забайкалля.
Служив муллою для мусульманських солдат збройних сил Російської держави та Російської Східної Окраїни.
За згодою Каппеля, а потім — отамана Семенова намагався організувати окрему башкирську бригаду з двох тисяч башкир, які служили під їхнім керівництвом. Однак через нестачу часу у першому випадку та спротив російських офіцерів у другому ці плани не здійснилися. Було створене лише Військово-національне управління башкир у Забайкаллі.
За дорученням очільника Російської Східної Окраїни отамана Семенова Кубангалієв відвідав Харбін, агітував російських емігрантів-мусульман у Китаї брати участь у збройній боротьбі проти більшовиків. Після поразки Семенова у листопаді 1920 емігрував до Харбіну.
У бою під Читою був смертельно поранений його брат Арун (Мухаммед-Харун). Ще до того батько Курбангалієва Габідулла та наймолодший брат Абдулвалі були захоплені більшовиками під Петропавловськом та розстріляні.

## Діяльність на еміграції

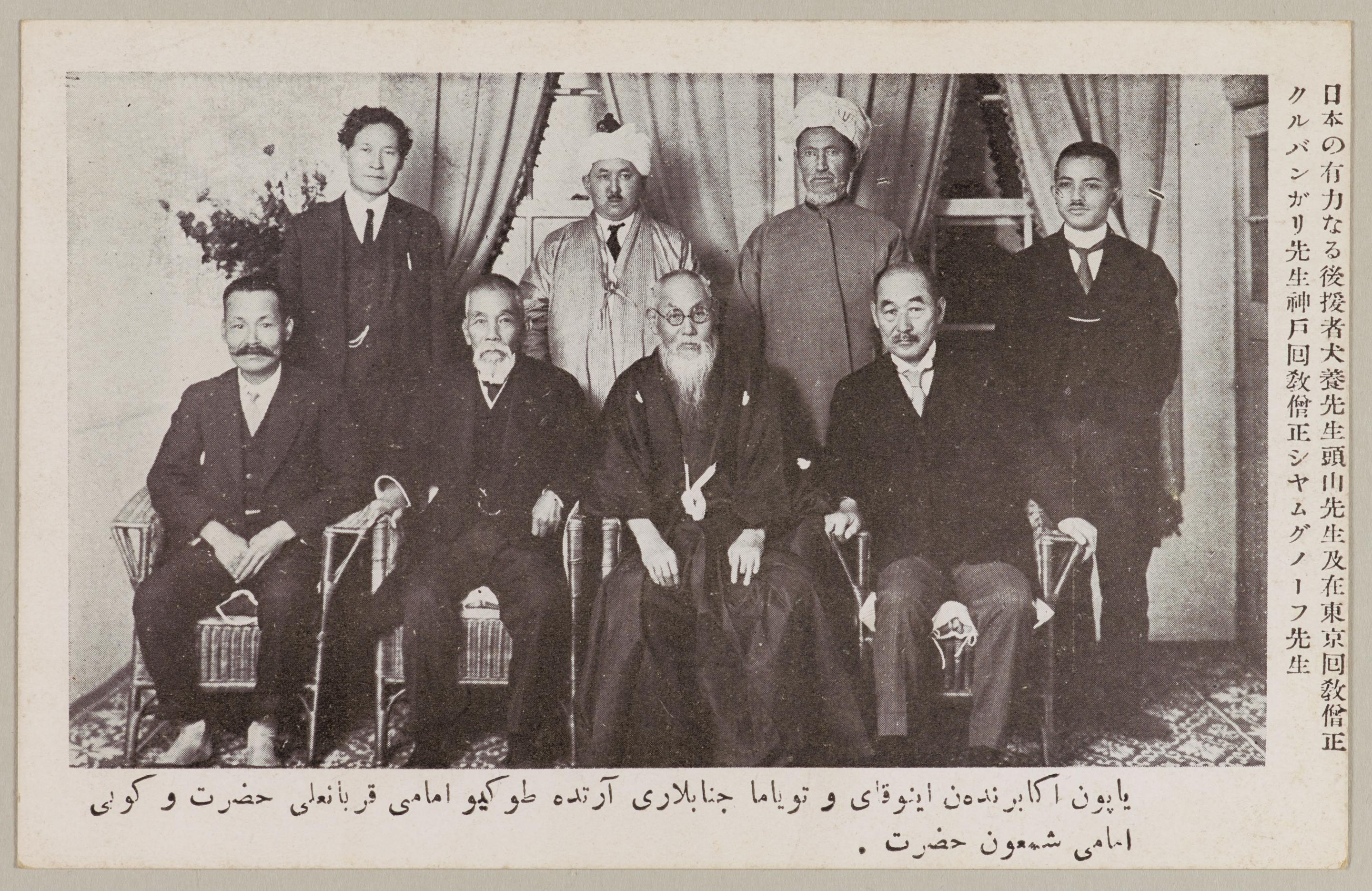
Зустріч японських націоналістів із лідерами мусульманської громади країни. Мухаммед-Габдулхай Курбангалієв — другий ліворуч у задньому ряді. Другий ліворуч у передньому — прем'єр-міністр Японії Інукай Цуйосі.

На початку еміграції отримав пропозицію переїхати до Саудівської Аравії, однак вирішив залишитися у Китаї. Працює у дослідницькому відділі правління японської Південно-Маньчжурської залізниці, на його замовлення пише роботу про іслам.
У 1924 році переїздить до Японії, наступного року засновує мусульманське товариство «Ісламія». У 1920-1930-х роках відкриває ісламську школу та типографію, займається організаційною діяльністю у середовищі японських, маньчжурських та китайських мусульман, видає журнал «Япон Мөхбире» (Японський вісник), друкує видання Корану.
Познайомившись з пантураністськими ідеями завдяки угорському вченому Балогу Баратоші, робить внесок у розвиток японської доктрини паназійства. Співпрацював із Амурським союзом, Геньося, Воєнною місією.
Його діяльність фінансується японськими міністерствами та промисловими корпораціями.
У 1938 році відкривається заснована Курбангалієвим Токійська мечеть.

## Конфлікт з Гаязом Ісхакі

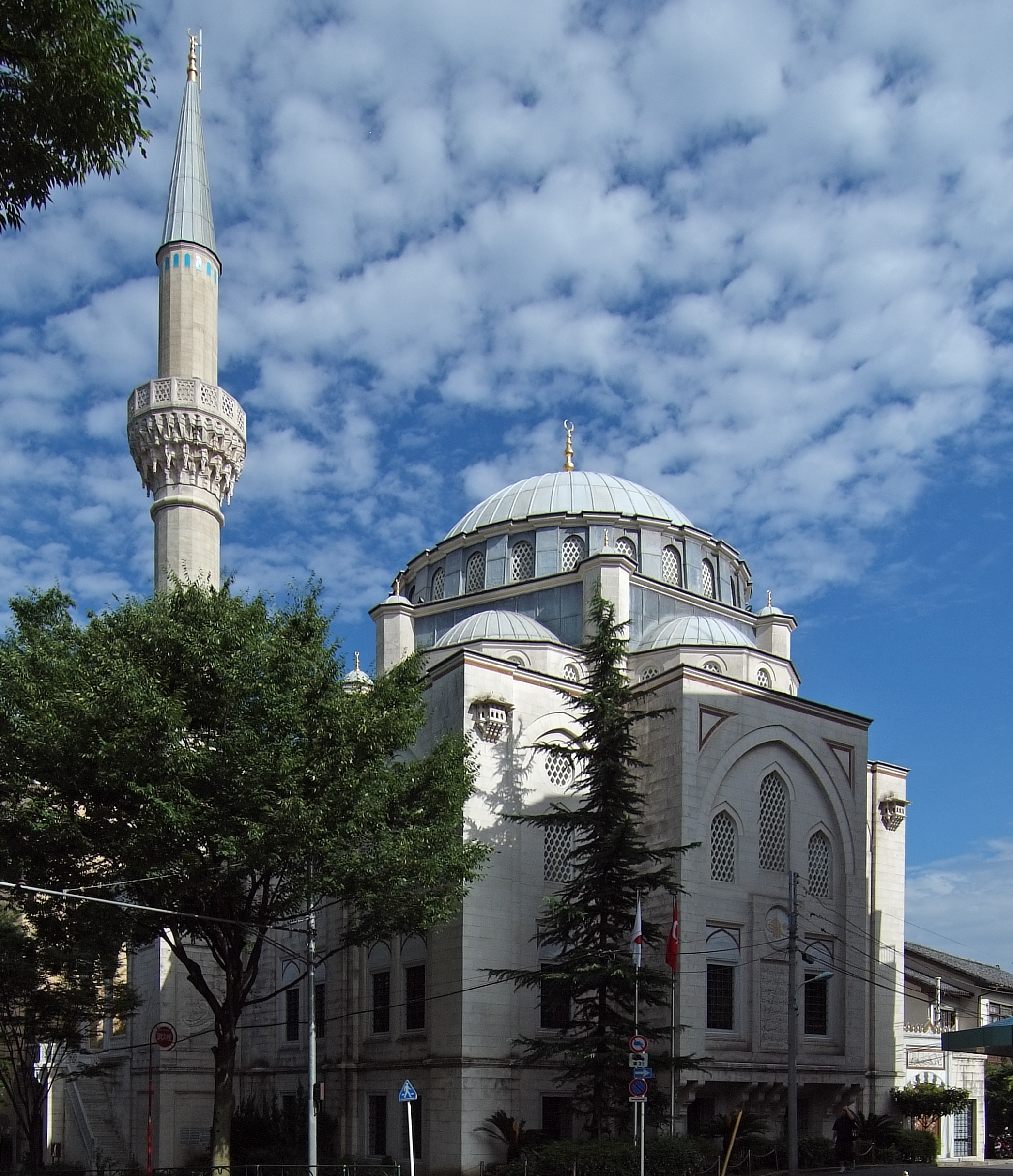
Токійська мечеть, заснована Курбангалієвим

Починаючи з 1934 року лідер татарської еміграції Гаяз Ісхакі здійснює азійське турне. За сприяння української громади в Китаї він працює над об'єднанням тюркської еміграції з Росії під гаслами створення незалежної держави Ідель-Урал, яка мала би об'єднати і татарські, і башкирські землі.
У тому ж році він відвідує Японію. Значна частина тюркської діаспори пристає на його позиції, однак Мухаммед-Габдулхай Курбангалієв входить у конфлікт із Ісхакі.
Пізніше на радянських допитах Мухаммед-Габдулхай Курбангалієв розповідав, що вони з Ісхакі розходилися у тому, що той висловлювався за створення держави Ідель-Урал, а сам Курбангалієв стверджував безперспективність такої держави поза рамками ширшого об'єднання азійських народів.
У той же час білоемігрантська газета «Шанхайська зоря» пояснювала конфлікт тим, що Курбангалієв був прихильником незалежності Башкортостану, а об'єднання японських мусульман, на відміну від Ісхакі, він ґрунтував на неполітичній основі. Також повідомлялося про його співпрацю із «сибірською сепаратистською групою Поротікова-Головачова».
Конфлікт у мусульманській громаді Японії не задовольняє її керівництво, і врешті решт Курбангалієва арештовують у 1938-му за кілька днів до урочистого відкриття першої мечеті у Токіо. Він відправляється у «почесне заслання» у місто Далянь (Дальній), а імамом мечеті стає Абдурашит Ібрагімов.

## Арешт та повернення до Башкортостану
Після зайняття Маньчжурії радянськими військами у 1945 році були проведені арешти діячів російської еміграції. Мухаммед-Габдулхая Курбангалієва було засуджено до 10 років ув'язнення за «контрреволюційну діяльність», яке він відбував у Владимирському централі.
Після свого звільнення у 1955 році Курбангалієв деякий час жив у столиці Башкортостану Уфі, пізніше переїхав до Челябінська, де служив у центральній мечеті міста. Помер 22 серпня 1978 у віці 82 років.